# Avalons dimmor (2001)
Avalons dimmor är en tjeckisk-tysk-amerikansk film från 2001.

## Handling
Kristendomen får ett allt starkare fäste i Britannien och den gamla keltiska tron på Modergudinnan trängs allt mer undan. Mitt i allt detta börjar saxarna invadera öarna och dödar både kristna och druider. Prästinnorna på Avalon försöker ena Britanniens folk och stå saxarna emot. Det kräver en kung som kan samla både kristna och druider under sitt baner.
Detta är Arturlegenden berättad ur Morgaines ögon. Det är en historia om makt, svek, otrohet, äventyr, tro, motstånd, stolthet, passion och mysticism.
Filmen är baserad på romanen Avalons Dimmor av Marion Zimmer Bradley.

## Om filmen
Avalons dimmor är regisserad av Uri Edel.

## Tagline
- Passion. Mysticism. Adventure. Journey beyond the legend of Camelot.

## Rollista (urval)
- Anjelica Huston - Viviane
- Julianna Margulies - Morgaine
- Joan Allen - Morgause
- Samantha Mathis - Guinevere
- Caroline Goodall - Igraine
- Edward Atterton - Artur
- Michael Vartan - Lancelot
- Michael Byrne - Merlin
- Hans Matheson - Mordred
- Mark Lewis Jones - Uther
- Clive Russell - Gorlois
- David Calder - Uriens
- Karel Dobry - Rhiannon
- Ian Duncan - Accolon
- Tamsin Egerton - Young Morgaine
- Christopher Fulford - Kung Lot
- Freddie Highmore - Young Artur
- Biddy Hodson - Elaine
- Noah Huntley - Gawain
- Klára Issová - Raven
- Edward Jewesbury - Ambrosius
- Honza Klima - Kay
- Philip Lenkowsky - Cuthbert
- Justin Muller - Gareth
- Hugh Ross - Bishop Patricius